# Strathmere
Strathmere és una concentració de població designada pel cens dels Estats Units a l'estat de Nova Jersey. Segons el cens del 2000 tenia 175 habitants.

## Demografia
Segons el cens del 2000, Strathmere tenia 175 habitants, 93 habitatges, i 54 famílies. La densitat de població era de 104 habitants/km².
Dels 93 habitatges en un 7,5% hi vivien nens de menys de 18 anys, en un 49,5% hi vivien parelles casades, en un 5,4% dones solteres, i en un 40,9% no eren unitats familiars. En el 38,7% dels habitatges hi vivien persones soles el 12,9% de les quals corresponia a persones de 65 anys o més que vivien soles. El nombre mitjà de persones vivint en cada habitatge era d'1,88 i el nombre mitjà de persones que vivien en cada família era de 2,44.
Per edats la població es repartia de la següent manera: un 8% tenia menys de 18 anys, un 4% entre 18 i 24, un 17,1% entre 25 i 44, un 36,6% de 45 a 60 i un 34,3% 65 anys o més.
L'edat mediana era de 58 anys. Per cada 100 dones de 18 o més anys hi havia 96,3 homes.
La renda mediana per habitatge era de 78.709 $ i la renda mediana per família de 77.783 $. Els homes tenien una renda mediana de 40.972 $ mentre que les dones 43.750 $. La renda per capita de la població era de 52.045 $. Cap de les famílies estaven per davall del llindar de pobresa.

## Poblacions més properes
El següent diagrama mostra les poblacions més properes.